# Перье, Франсуа (актёр)
Франсуа́ Перье́ (фр. François Périer, псевдоним; настоящее имя — Франсуа́ Пийю́, фр. François Pillu; 1919—2002) — французский актёр театра и кино.

## Биография
Посещал драматические курсы, основанные Рене Симоном; затем поступил в Консерваторию драматического искусства, в один год с Жераром Ури и Бернаром Блие. Среди его театральных работ наиболее примечательна роль Гюго в первой постановке пьесы «Грязные руки» Жана-Поля Сартра (1948).
С 1938 года снимался в кино. Игру актёра всегда отличали лёгкость, изобретательность и острота. В послевоенные годы он — один из самых популярных артистов французского кинематографа, исполнивший роли более чем в ста фильмах. В их числе «Орфей» Жана Кокто, «Ночи Кабирии» Федерико Феллини, «Драже с перцем» и другие.

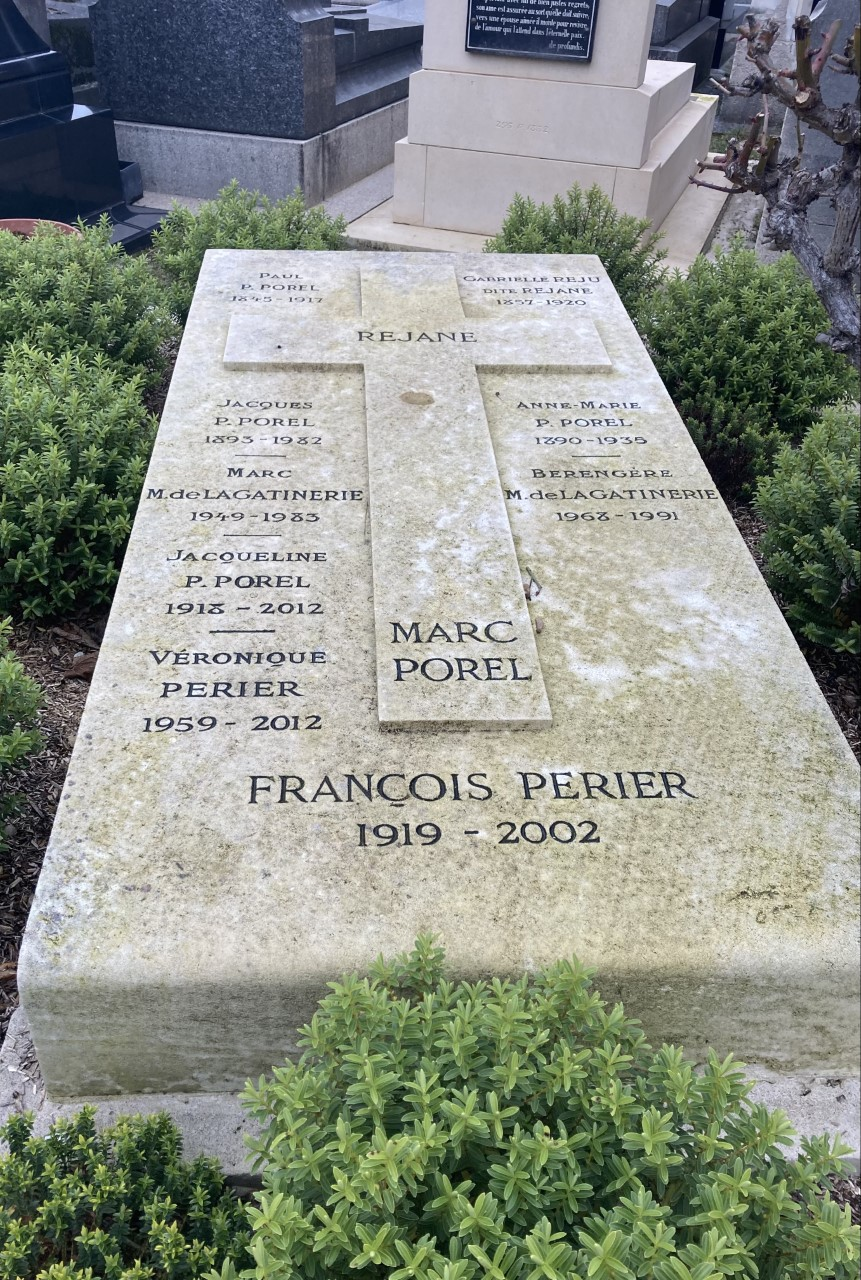
Могила.

В России Франсуа Перье известен в том числе и по роли адвоката Терразини в трёх частях сериала «Спрут» («Спрут 1», «Спрут 2»,«Спрут 3»), где он блестяще воплотил отталкивающий образ главы сицилийской мафии. Перье до этого не имел амплуа негодяя, но образ мафиозо был создан и передан им с большой правдоподобностью.

## Избранная фильмография

### Кино
- 1938 — Северный отель / Hôtel du Nord — Адриен
- 1938 — Тепло материнской груди / La chaleur du sein
- 1939 — Девушка из ночного клуба / L'entraîneuse
- 1946 — Барбизонское искушение / La Tentation de Barbizon — дьявол / мистер Аткинсон
- 1947 — Молчание — золото / Le Silence est d'or — Жак
- 1950 — Орфей / Orphée — Эртебиз
- 1952 — Она и я / Elle et moi — Жан
- 1953 — Капитан Туфля / Capitaine Pantoufle — Эммануэль Бонаван
- 1954 — Семейная сцена / Scènes de ménage — месье Триэль
- 1956 — Жервеза / Gervaise — Анри Купо, кровельщик
- 1957 — Ночи Кабирии / Le notti di Cabiria — Оскар д’Онофрио
- 1960 — Завещание Орфея / Le Testament d’Orphée — Эртебиз
- 1960 — Француженка и любовь / La Française et l’Amour (новелла «Развод») — Мишель
- 1962 — Счастливчики / Les Veinards (новелла «Норковая шуба») — Жером Буасселье
- 1964 — Уикенд на берегу океана / Week-end à Zuydcoote — Александр
- 1967 — Самурай / Le Samouraï — комиссар
- 1969 — Дзета / Z — прокурор
- 1970 — Красный круг / Le Cercle rouge — Санти
- 1971 — Перед тем, как опустится ночь / Juste avant la nuit — Франсуа Телье
- 1971 — Макс и жестянщики / Max et les Ferrailleurs — Росинский
- 1973 — Хотим полковников / Vogliamo i colonnelli — депутат Луиджи ди Кори
- 1974 — Стависки / Stavisky — Альберт Борелли
- 1975 — Полицейский кольт «Питон 357» / Police Python 357 — комиссар Гане
- 1980 — Преступники в ночи / Le Bar du téléphone — комиссар Клод Жуанвиль
- 1983 — Неукротимый / Le Battant — Джино Руджери

### Телевидение
- 1978 — Мазарини — кардинал Мазарини
- 1984 — Жак-фаталист и его хозяин — Дени Дидро
- 1984 — Спрут / La Piovra — адвокат Терразини
- 1986 — Спрут 2 / La Piovra 2 — адвокат Терразини
- 1987 — Спрут 3 / La Piovra 3 — адвокат Терразини